# سیاست‌گریزی
سیاست گریزی (Apolitism)، مفهومی است که ناظر بر لاقیدی در قبال سیاست و مسائل اجتماعی و میهنی، و خودداری از مشارکت در جریانات سیاسی و جلوگیری از اتخاذ مشی سیاسی شفاف است.
در عصر حاضر، بسیاری، مسئله بیطرفی و عدم ورود در امور سیاسی را ناشی از عدم آموزش و آگاهی سیاسی می‌دانند و این مفهوم را بالذات اصیل نمی‌دانند.
بیطرفی در سیاست، در واقع برخلاف میهن دوستی و ایدئولوژی مذهبی است؛ زیرا، لازمه این دو، هدف و جهت داشتن در مسائل جامعه است که از دخالت فعال در عرصه سیاست جدا نیست، و چنین شخصی، نمی‌تواند از جریانات سیاسی فاصله بگیرد.